# Orgerus
Orgerus település Franciaországban, Yvelines megyében. Lakosainak száma 2484 fő (2022. január 1.). Orgerus Bazainville, Béhoust, Flexanville, Millemont, Osmoy, Prunay-le-Temple, Saint-Martin-des-Champs és Tacoignières községekkel határos.

## Népesség
A település népességének változása:
| Lakosok száma | 2325 | 2296 | 2396 | 2370 | 2409 | 2433 | 2467 | 2480 | 2484 |
|               | 2013 | 2015 | 2016 | 2017 | 2018 | 2019 | 2020 | 2021 | 2022 |